# Алкіоней
Алкіоней (дав.-гр. Ἀλκυονεύς) — гігант, що намагався вбити Геракла, скинувши на нього скелю. Геракл ударом палиці відкинув скелю на Алкіонея і вбив його (варіант: Алкіоней був непереможний, бо стояв на рідній землі; тільки витіснивши гіганта з неї, Геракл подолав його); за іншою версією міфа, Геракл убив Алкіонея за те, що він повстав проти богів.
Його дочки Алкіоніди кинулися в море.
У 2022 на його честь була названа галактика Алкіоней